# Léon Escoffier
Pour les articles homonymes, voir Escoffier.
Léon Escoffier, né le 31 juillet 1877 à Sin-le-Noble (Nord) et mort le 16 décembre 1934 à Douai (Nord), est un homme politique français.

## Biographie
Lui-même fils d'avocat, cet avocat franc-maçon installé dans le Nord s'engage de manière précoce auprès du mouvement ouvrier au groupe des Étudiants collectivistes puis au sein de la Fédération Autonome Socialiste qui mènera campagne contre les guesdistes. Il devient conseiller municipal de Douai en 1904. Il est l'un des acteurs de l'unification du mouvement socialiste dans le Nord et membre de la délégation de la Fédération socialiste du Nord au Congrès national d'unification, qui se tient du 23 au 25 avril 1905 dans la salle du Globe à Paris, et qui donne naissance à la SFIO. Il devient une des principales figures du Parti socialiste à Douai.
Au lendemain de la Première Guerre mondiale, alors que le débat à propos d'un éventuel ralliement des socialistes français à l'Internationale communiste crée à Moscou par les bolcheviks de Lénine est vif au sein de la SFIO, il fait partie du groupe des dirigeants et élus de la fédération du Nord hostiles à ce choix. En 1919, il obtient l'investiture des militants en vue des élections législatives de novembre 1919 aux dépens du maire de Somain, Victor Brachelet, qui est favorable pour sa part à l'adhésion du parti socialiste français à la Troisième Internationale. Léon Escoffier profite des progrès électoraux de la SFIO dans son département et entre à l'Assemblée nationale le 16 novembre 1919. 
Après le Congrès de Tours de décembre 1920, qui consacre la scission entre socialistes et communistes, Escoffier participe à la reconstruction de la « vieille maison » SFIO dans le Nord. Il conserve ainsi son siège de député en mai 1924 et gagne les élections municipales à Douai l'année suivante. Il reste maire de cette ville jusqu'à son décès en 1934.
Toutefois, il doit subir la progression constante de l'audience électorale du parti communiste SFIC dans le Douaisis. Léon Escoffier est régulièrement la cible de vives critiques et attaques, parfois personnelles et injurieuses, de la part des militants, responsables et journaux régionaux communistes. La montée en puissance des communistes dans le bassin houiller du Nord lui coûte son mandat de député en 1928 : à l'issue du premier tour de scrutin, il obtient moins de suffrages que le candidat communiste dans la seconde circonscription de l'arrondissement de Douai. Conformément aux consignes de son parti qui refuse de favoriser l'élection de candidats dits « réactionnaires » au second tour, Léon Escoffier se désiste au profit du représentant de la SFIC. Ce dernier ne sera finalement pas élu en raison du mauvais report des voix du candidat socialiste sur le militant communiste. 